# 睿宗 (高麗王)
睿宗（えいそう、1079年2月11日 - 1122年5月15日）は第16代高麗王（在位：1105年 - 1122年）。姓は王、諱は俁、諡号は明烈斉順文孝大王。粛宗と明懿王后柳氏の息子。

## 略歴
父王の粛宗の女真征伐に対する誓疏を大事に保管して即位した後軍法を整備して神騎軍を査閲するなど女真征伐に努力し、1107年に尹瓘、呉延寵などが女真族を征伐して、翌年には千里長城東北地域に9城を設置した。

## 家族

### 后妃
- 敬和王后李氏(宣宗の娘)
- 順徳王后李氏(李資謙の次女)
- 文貞王后(文宗の息子、辰韓侯王愉の娘）
- 淑妃崔氏(崔湧の娘)

### 子女
- 仁宗(順徳王后が母)
- 承徳宮主(順徳王后が母)
- 興慶宮主(順徳王后が母)